# Norbert Burgmüller

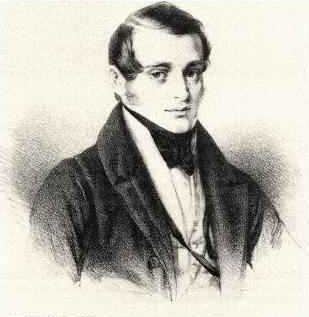
Burgmüller in 1836

Norbert Burgmüller (Düsseldorf, 8 februari 1810 – Aken, 7 mei 1836) was een Duits componist.

## Leven
Hij was de jongste zoon uit een muzikale familie. Zijn vader, August Burgmüller, was een theaterdirigent die getrouwd was met Therese von Zandt, die zangeres en pianolerares was. Van zijn twee oudere broers, Franz en Friedrich, was laatstgenoemde ook muzikaal actief als een componist van pianowerken. Na de dood van August in 1824 kwam de familie in financiële problemen, maar dankzij de ondersteuning van graaf Franz von Nesselrode-Ehreshoven kwamen ze er wel bovenop en werd Norbert zelfs in de gelegenheid gesteld om te studeren bij Louis Spohr en diens leerling Moritz Hauptmann. Na zijn studie in Kassel bleef hij daar wonen en gaf pianolessen. Hij verloofde zichzelf met Sophia Roland, maar in 1830 werd deze relatie verbroken tot groot verdriet van Norbert. Hij kreeg zijn eerste aanvallen van epilepsie en begon stevig te drinken.
Datzelfde jaar keerde hij terug naar Düsseldorf en kwam daar in artistiek gezelschap terecht. In 1833 sloot hij een vriendschap met Felix Mendelssohn. Hij verloofde zich opnieuw, deze keer met Josephine Collin, maar wederom liep de relatie stuk. Nadat Mendelssohn in 1835 naar Leipzig was vertrokken raakte Burgmüller bevriend met Carl Immermann en Christian Dietrich Grabbe. Inmiddels maakte hij plannen om zijn broer Friedrich achter na te gaan naar Parijs. In 1836 ging hij op uitnodiging van een vriend naar de geneeskundige baden in Aken, waar hij op mysterieuze wijze stierf. Misschien door een epileptische aanval, maar misschien door zelfmoord.